# Smörgåstårta
La smörgåstårta (in svedese letteralmente "torta panino") è una torta salata tipica della cucina svedese, ma diffusa anche in Estonia e Finlandia, dove prende i nomi rispettivamente di võileivatort e voileipäkakku. Questo piatto viene servito in occasioni speciali quali matrimoni e feste di laurea, e può essere preparato in una gran varietà di modi a seconda degli ingredienti che si vogliono utilizzare come ripieno e guarnizione, anche se di solito è composta da vari strati di pane di segale (chiaro o scuro) intervallati da un ripieno cremoso, la cui base è solitamente un composto di uova e maionese.
La smörgåstårta viene consumata fredda e viene tagliata alla maniera di una torta. In questo modo ogni commensale riceve una porzione della stessa pietanza, il che la rende un pasto comunitario per eccellenza.